# Clinique Saint-Jean
 (mars 2024).
La mise en forme du texte ne suit pas les recommandations de Wikipédia : il faut le « wikifier ».
Les points d'amélioration suivants sont les cas les plus fréquents. Le détail des points à revoir est peut-être précisé sur la page de discussion.
- Les titres sont pré-formatés par le logiciel. Ils ne sont ni en capitales, ni en gras.
- Le texte ne doit pas être écrit en capitales (les noms de famille non plus), ni en gras, ni en italique, ni en « petit »…
- Le gras n'est utilisé que pour surligner le titre de l'article dans l'introduction, une seule fois.
- L'italique est rarement utilisé : mots en langue étrangère, titres d'œuvres, noms de bateaux, etc.
- Les citations ne sont pas en italique mais en corps de texte normal. Elles sont entourées par des guillemets français : « et ».
- Les listes à puces sont à éviter, des paragraphes rédigés étant largement préférés. Les tableaux sont à réserver à la présentation de données structurées (résultats, etc.).
- Les appels de note de bas de page (petits chiffres en exposant, introduits par l'outil «  Source ») sont à placer entre la fin de phrase et le point final[comme ça].
- Les liens internes (vers d'autres articles de Wikipédia) sont à choisir avec parcimonie. Créez des liens vers des articles approfondissant le sujet. Les termes génériques sans rapport avec le sujet sont à éviter, ainsi que les répétitions de liens vers un même terme.
- Les liens externes sont à placer uniquement dans une section « Liens externes », à la fin de l'article. Ces liens sont à choisir avec parcimonie suivant les règles définies. Si un lien sert de source à l'article, son insertion dans le texte est à faire par les notes de bas de page.
- La présentation des références doit suivre les conventions bibliographiques. Il est recommandé d'utiliser les modèles {{Ouvrage}}, {{Chapitre}}, {{Article}}, {{Lien web}} et/ou {{Bibliographie}}. Le mode d'édition visuel peut mettre en forme automatiquement les références.
- Insérer une infobox (cadre d'informations à droite) n'est pas obligatoire pour parachever la mise en page.

Pour une aide détaillée, merci de consulter Aide:Wikification.
Si vous pensez que ces points ont été résolus, vous pouvez retirer ce bandeau et améliorer la mise en forme d'un autre article.
 (mars 2024).
La clinique Saint-Jean (en néerlandais : Kliniek Sint-Jan), historiquement connue sous le nom d'hôpital Saint-Jean-op-de-Poel, est un hôpital privé établi au centre de Bruxelles, Belgique. Fondé en 1195, il s'agit du plus ancien hôpital de Bruxelles. Fondatrice de l'hôpital Saint-Pierre et de deux écoles d'infirmières, la clinique Saint-Jean fait actuellement partie du Réseau Santé Louvain.

## Histoire

### Fondation
L'hôpital Saint-Jean a longtemps été la seule institution hospitalière à Bruxelles, pendant plus de 600 ans ; jusqu'à la fin du XVIIIe siècle. L'historien Alexandre Henne suggère que dès 1186, deux congrégations de bourgeois, les Hommes chrétiens et les Femmes chrétiennes, soutenus par le duc de Brabant et Roger de Wavrin, évêque de Cambrai, établissent un hôpital près de l'église Saint-Jean-Berchmans (l'ancienne chapelle Saint-Michel dans l'actuel collège Saint-Jean-Berchmans). C'est ce qui a donné les actuelles rue de l'Hôpital et rue de l'Homme Chrétien, débouchant sur la place Saint-Jean.
L'hôpital est fondé avec certitude avant 1195 avec le soutien d'Henri Ier de Brabant, en tant qu'hôpital du Saint-Esprit. Cette dénomination provenait de ses fondateurs, les hospitaliers du Saint-Esprit, un ordre institué à Montpellier dans les années 1180. Établie dans le quartier du marais Saint-Jean, l'institution prit rapidement le nom d'hôpital Saint-Jean op den poel (de poel signifiant le marais, littéralement : l'hôpital Saint-Jean sur le marais).

### Moyen Âge
À ses débuts, l'hôpital est une des fondations les plus riches de Bruxelles, de par les importants dons qui y sont amenés par les ducs de Brabant. Cependant, un manque de discipline amène les sœurs augustines à dépenser trop. Elles sont d'ailleurs critiquées de ne pas suffisamment prendre soin des patients, ce qui résulta le 3 mars 1365 en une ordonnance du collège des échevins de la ville de Bruxelles instaurant un revenu fixe annuel pour celles-ci, ainsi que diverses mesures telles qu'une limitation de la consommation d'alcool et une menace de saisie de biens en cas de négligence de malades.
Dès 1299, les terrains de l'actuel Petit Sablon sont utilisés en tant que cimetière de l'hôpital.
Plus qu'une simple chapelle, une véritable église gothique est construite au sein de l'hôpital Saint-Jean, à l'endroit de l'actuelle place Saint-Jean (sous lesquelles se trouvent encore toutes les ruines de celles-ci).
En 1500, six sœurs de l'hôpital Saint-Pierre de Louvain sont appelées à Bruxelles pour davantage rétablir l'ordre de l'hôpital Saint-Jean, dont la dette, en 1581, s'élevait à 7000 florins. L'hôpital survit ensuite grâce à des ventes successives de ses biens, d'héritages provenant d'anciens patients du Brabant et de Liège, ainsi que de subsides pour l'accueil de soldats blessés. Il est une première fois proposé de déménager l'hôpital en 1543 dans le couvent des Bogards du Fossé-aux-Loups, projet non abouti.

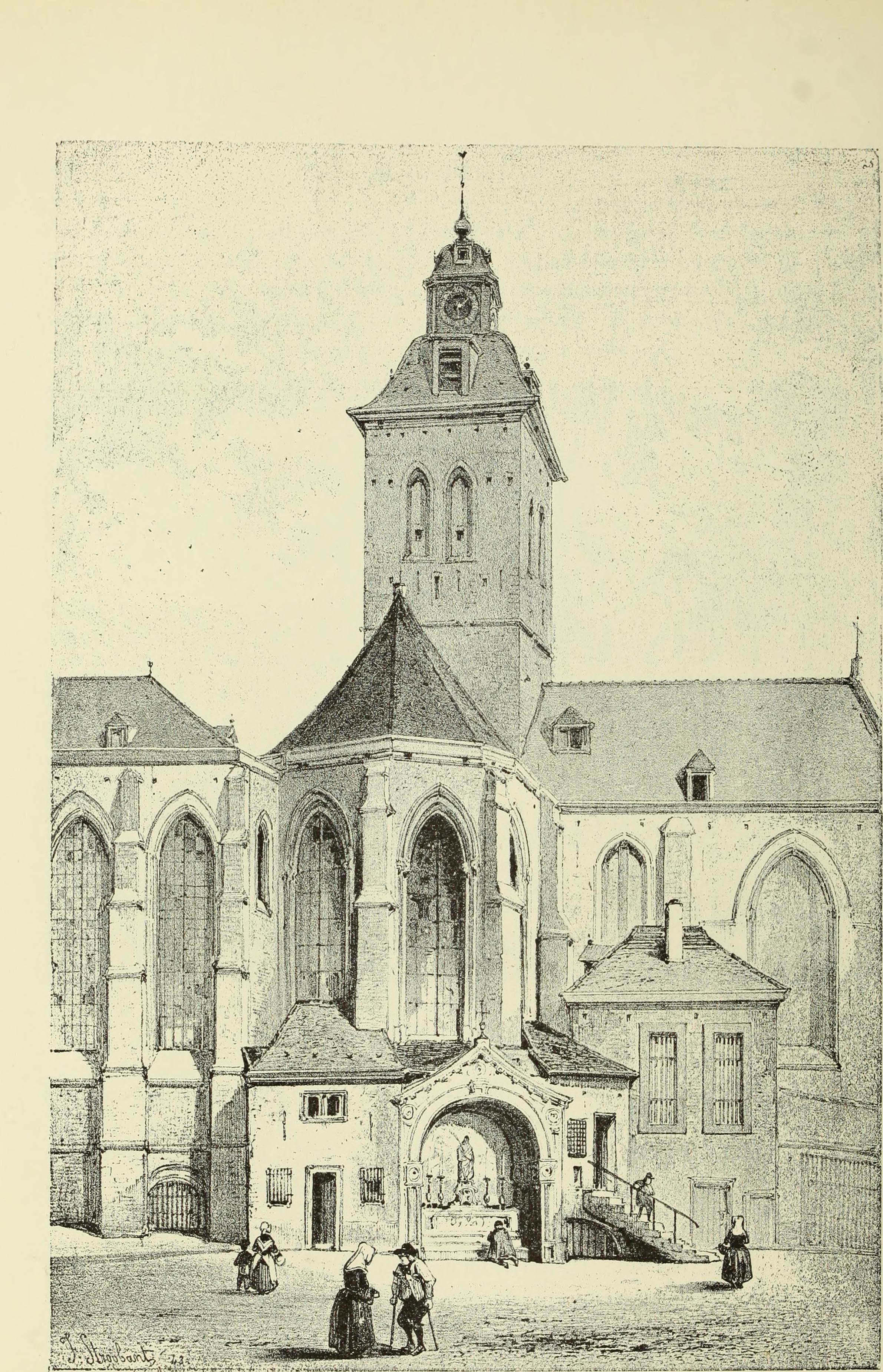
Vue de la cour de l'hôpital Saint-Jean sur l'église Saint-Jean.

### Périodes autrichienne et française
Le bombardement de Bruxelles de 1695 détruit une partie de l'hôpital. L'on proposa à nouveau de déménager l'hôpital, partiellement en ruine, près des remparts de la ville, entre les portes de Laeken et de Schaerbeek. Il est finalement reconstruit jusqu'en 1708,, sur son emplacement initial. Marie-Thérèse d'Autriche, lieutenant-gouverneur des Pays-Bas autrichiens, souhaitait tout de même réaliser ce déménagement.
De 1776 à 1787, de nouveaux déménagements de l'hôpital, toujours plus exigu, vétuste et insalubre, sont proposés par le magistrat de la Ville de Bruxelles, notamment en réunissant ce seul hôpital civil de la ville avec les quatre petits hôpitaux pour pèlerins, devenus inutiles, l'hospice Sainte-Gertrude et les léproseries de Molenbeek et de Saint-Pierre (établie dans les Marolles dès 1173).
En 1783, la léproserie des Marolles est transformée en l'hôpital Saint-Pierre, succursale de l'hôpital Saint-Jean, et censée désengorger ce dernier. L'hôpital Saint-Pierre devient public en 1786, cédé à l'État autrichien, alors que l'hôpital Saint-Jean maintient sa gestion par la Congrégation des Sœurs hospitalières augustines.

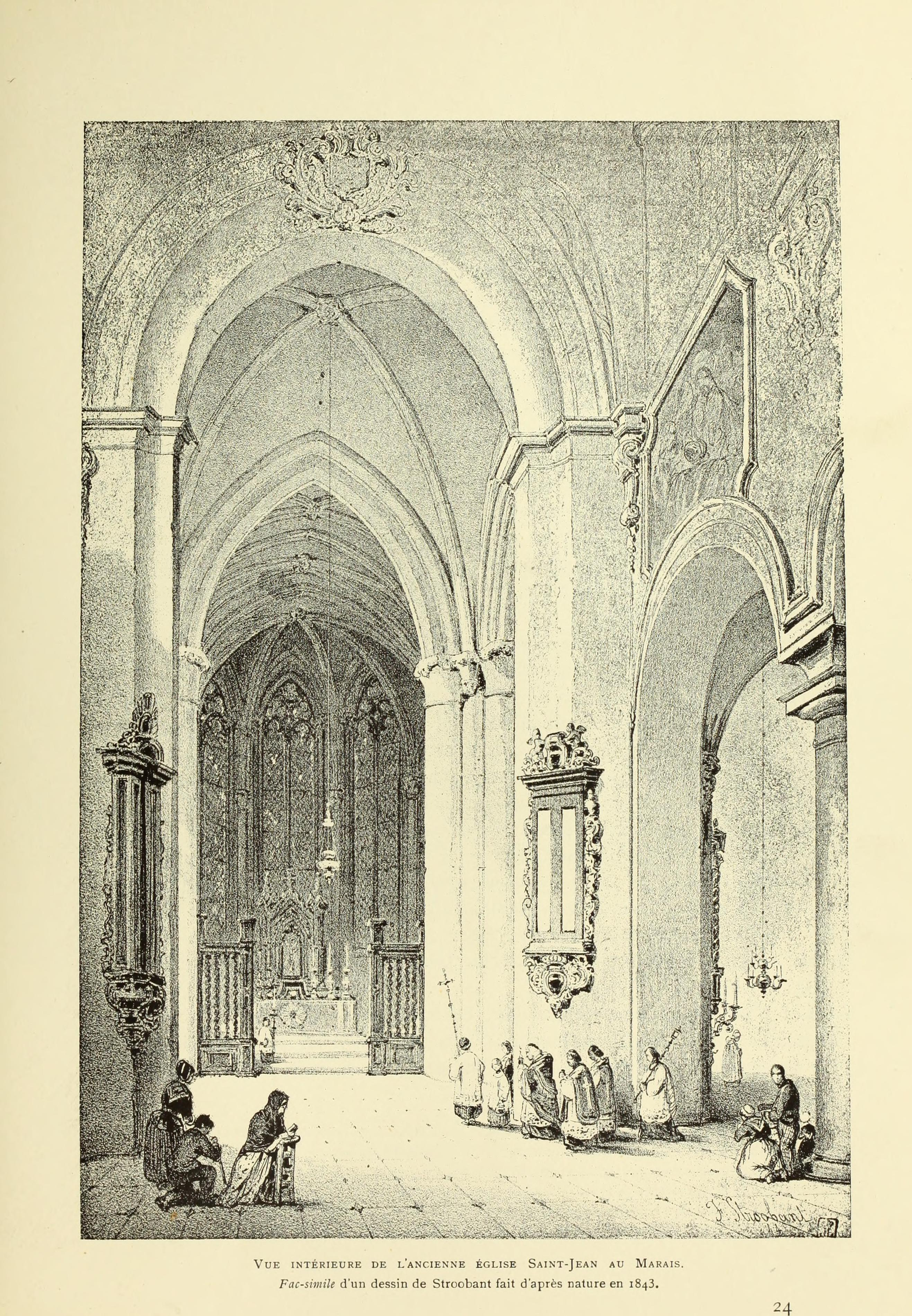
L'église Saint-Jean au sein de l'hôpital (1843).

Durant la période française, les premières rénovations ont lieu et progressivement, les lits ne sont réservés qu'à un seul patient. En 1803, les aliénés mentaux de la Simpelhuys bruxelloise (la « Maison des insensés ») sont transférés vers l'hôpital Saint-Jean, nécessitant des travaux pour accueillir un nombre important de nouveaux patients. L'église de l'hôpital est alors réaffectée en salle des malades et le cimetière remplacé en 1808 par une nouvelle entrée principale. 
Pendant le Directoire, une exception est faite pour les sœurs de Saint-Jean lors de la suppression des couvents de Belgique, même si la gestion de l'hôpital est partiellement cédée à la Commission des Hospices Civils créée en 1797, tout comme pour l'hôpital Saint-Pierre. En 1810, Napoléon réorganise cependant entièrement la structure de l'hôpital Saint-Jean, désormais dirigé par un laïc au-dessus des sœurs augustines. 

### Belgique indépendante et le nouvel hôpital
Dès 1820, un énième projet de déménagement se concrétise tout de même : le « nouvel hôpital Saint-Jean » commence à voir le jour.
La clinique Saint-Pierre, succursale de l'hôpital Saint-Jean, devint un hôpital universitaire en 1786 avec le transfert de la faculté de médecine de l'université de Louvain à Bruxelles. Dès 1834, l'hôpital Saint-Jean servit également de lieu d'enseignement pour les étudiants de l'école de médecine. Seulement, la même année, l'école de médecine bruxelloise fusionna avec la nouvelle faculté de médecine de l'université libre de Bruxelles, qui s'opposait fermement à collaborer avec une institution chrétienne.

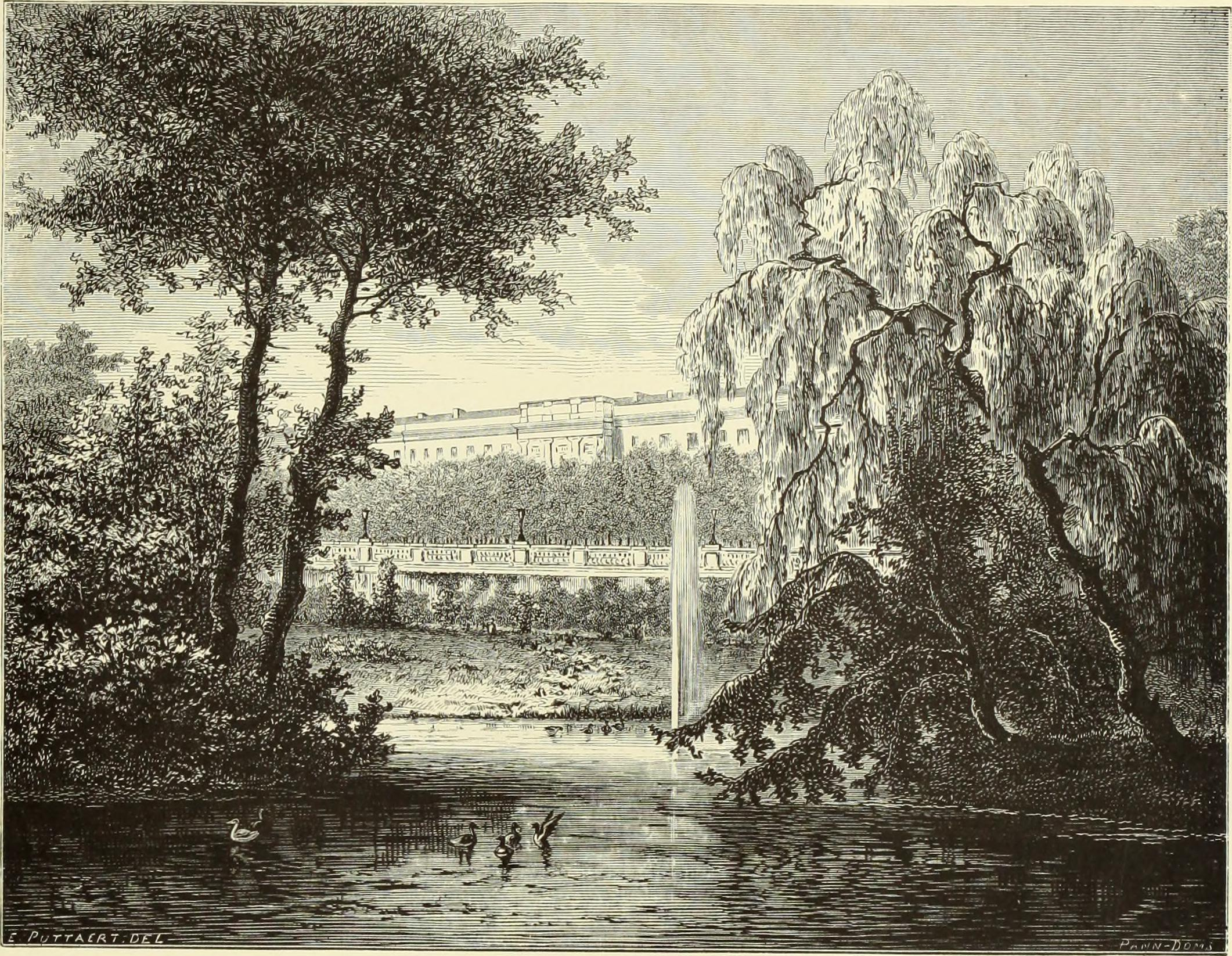
Nouvel hôpital Saint-Jean sur le boulevard du Jardin botanique, vus depuis le Jardin botanique de Bruxelles (1884).

L'hospice Pachéco (créé par Dom Augustin Pacheco en 1713) établi boulevard du Jardin botanique, à l'emplacement actuel du boulevard Pachéco, entame un déménagement vers le square Jean Jacobs, qui aboutira en 1843. L'hôpital Saint-Jean reprit les terrains délaissés par l'hospice. A la fois le nouvel hospice et le nouvel hôpital sont dessinés par l'architecte Henri Partoes. Le nouvel hôpital Saint-Jean est construit entre 1837 et 1843, à l'emplacement actuel de l'UCLouvain Saint-Louis - Bruxelles (jusqu'à la Tour des Finances), sur le boulevard du Jardin botanique. La première pierre est posée le 16 juillet 1838 par le bourgmestre Nicolas Rouppe. À l'époque, l'hôpital jouxte l'Institut et la Faculté universitaire Saint-Louis, installées dans l'hôtel du Baron Jean-Jacques Verseyden.
Les bâtiments de l'ancien hôpital Saint-Jean sont démolis en 1845 ; on trouve à leur place les rues Duquesnoy et Saint-Jean.
Lors de l'ouverture du nouvel hôpital en 1843, la maternité de l'hôpital Saint-Pierre, la seule de Bruxelles, est transférée à l'hôpital Saint-Jean.
Le 1er mars 1907, l'École des Infirmières Saint-Jean ouvre ses portes. En réalité, les cours se donnaient déjà dans les hôpitaux Saint-Jean et Saint-Pierre, depuis août 1904. Il s'agit de la seule école d'infirmières publique à Bruxelles, soutenue par les autorités de la ville de Bruxelles ; les deux autres étant catholique (l'école Saint-Camille) et libre. Elle est renommée en École d'Infirmières de l'Hôpital Saint-Jean en 1911, recevant ses propres bâtiments et lieux de cours.
En 1931, l'asile-dépôt de l'hôpital Saint-Jean ferme ses portes. Il est remplacé par l'Institut de Psychiatrie de l'hôpital Brugmann.
En 1935, l'hôpital Saint-Jean achète la deuxième polyclinique bruxelloise, fondée en 1913, la polyclinique César De Paepe située rue Philippe de Champagne (qui fusionna en 1998 avec l'Hôpital Français établi à Berchem Sainte-Agathe).

### Reconstruction et clinique
Durant la Seconde Guerre mondiale, l'hôpital est transformé en caserne militaire. L'hôpital rouvre ses portes en 1945 sous le nouveau nom de Clinique Saint-Jean. Avec la construction de la jonction Nord-Midi, le nouveau bâtiment dût lui aussi être détruit, en 1949. Son emplacement fut d'abord utilisé pour la construction de la ligne de chemin de fer, et ensuite pour les extensions des Facultés universitaires Saint-Louis (boulevard du Jardin botanique no 39, 40, 42, 43), le complexe du Passage 44 (no 44), l'ancien siège du Crédit communal (Belfius, abritant aujourd'hui le SPF Intérieur), le boulevard Pachéco et la gare de Bruxelles-Congrès, et la cité administrative de l'État, qui choisit de s'implanter à l'emplacement de l'hôpital Saint-Jean en 1948.
Ce dernier déménage donc à nouveau, quelques mètres plus bas sur le boulevard du Jardin botanique, entre les rues du Marais, de la Blanchisserie et des Cendres où se situe à alors son entrée. La pharmacie se déplace au coin du boulevard du Jardin botanique avec la rue du Marais, dans un bâtiment de l'université Saint-Louis - Bruxelles (le Botanique 38). Le nouveau site est inauguré en 1956, avec l'ouverture d'une nouvelle maternité et d'un service de pédiatrie.
Aussi en 1956, est ouverte la nouvelle école d'infirmiers de l'hôpital Saint-Jean, l'école Pie X, dont le bâtiment est construit dès 1953. Il ne s'agit plus du tout d'une institution publique soutenue par la ville, comme en 1907, mais d'une institution d'enseignement supérieur catholique qui résulte de la fusion factuelle entre l'ancienne école publique d'infirmières de l'hôpital Saint-Jean (fondée en 1907) et de sa concurrente, l'École Saint-Camille, fondée sur demande du pape Pie X et avec le soutien du cardinal Mercier en 1908. La nouvelle école est restée connue sous le nom d'École Saint-Pie X – Sainte-Camille. Elle s'établit au no 100 de la rue du Marais, où elle est toujours située actuellement.
L'hôpital se constitue en association sans but lucratif en mars 1962.
En 1971, l'unité de dialyse est inaugurée, puis l'unité coronarienne en 1977, de gériatrie et de psychiatrie en 1980, tout comme l'hôpital de jour ; une équipe spécifique d'intensivistes en 1986 et une équipe spécifique d'urgences en 1988. Un département de chirurgie cardio-vasculaire ouvre ses portes en 1990, avec une nouvelle unité de soins intensifs ainsi qu'une unité de soins palliatifs ouverte par Sœur Léontine, directrice de la clinique de 1964 à 1988.
La Fondation Saint-Jean est créée en 1991. Sous le haut patronage du roi des Belges, cette fondation d'utilité publique œuvre pour la réinsertion de mineurs d’âge hospitalisés dans l’unité de psychiatrie infantile de la clinique Saint-Jean.
Une unité de chirurgie du jour est créée en 1994.
Tout en poursuivant son développement dans les autres secteurs médicaux, la clinique Saint-Jean commence à se spécialiser dans différentes branches des soins psychiatriques. Après la Fondation Saint-Jean, elle met en place, en 1995, un service d'urgences psychiatriques et un service de pédopsychiatrie en 2000.
En 1995, l'école d'infirmières Saint-Pie X – Sainte-Camille fusionne avec l'école supérieure de soins infirmiers Sainte-Anne - Saint-Ignace, l'Institut Saint-Thomas d'Aquin et l'Institut supérieur catholique pédagogique (ISPG) pour fonder l'Institut Dominique Pire et la catégorie pédagogique de la Haute école Galilée (ISPG). L'enseignement supérieur infirmier est poursuivi sur le site de l'hôpital Saint-Jean en intégrant l'école Ste-Anne - St-Ignace dans le nouvel Institut supérieur de soins infirmiers de la Haute école Galilée (ISSIG). L'enseignement paramédical néerlandophone (School voor Verpleegkunde H. Pius X) passe sous la Hogeschool voor Verpleegkunde en Kinesitherapie (HIVEK) qui rejoint Haute école catholique de Bruxelles (Katholieke Hogeschool Brussel) en 2002, qui elle-même intègre la Hogeschool-Universiteit Brussel en 2007 et ensuite la haute école Odisee (membre de l'association KU Leuven) en 2014. C'est sur le campus Terranova d'Odisee que l'enseignement infirmier néerlandophone est poursuivi, à l'emblée de la rue des Cendres, dans les bâtiments du site Terranova de la clinique Saint-Jean.

### Nouveaux bâtiments, extensions et réseaux
En 2001, la clinique inaugure son centre de tomographie par émission de positons, le Centre Pet-Scan Bruxelles-Halle.
En 2004, la clinique Saint-Jean inaugure son bâtiment rénové et agrandi de 18 000 m2, avec notamment des infrastructures luxueuses et plusieurs espaces de conférences. L'hôpital compte alors plus de 1 000 employés, et son entrée principale est déplacée de la rue du Marais (où se situent actuellement les urgences et l'école d'infirmières) vers le no 32 du boulevard du Jardin botanique.
À Berchem-Sainte-Agathe, sur le site de l'ancien l'Hôpital Français, fermé en 2008, la clinique Saint-Jean construit en collaboration avec l'UZ Brussel un centre de réadaptation et une polyclinique, VALIDA, qui fait désormais partie du Groupe hospitalier Saint-Luc - UCLouvain. Dès 2011, y sont construits une unité d'auto-dialyse, des postes pour patients isolés et de nouveaux bâtiments.

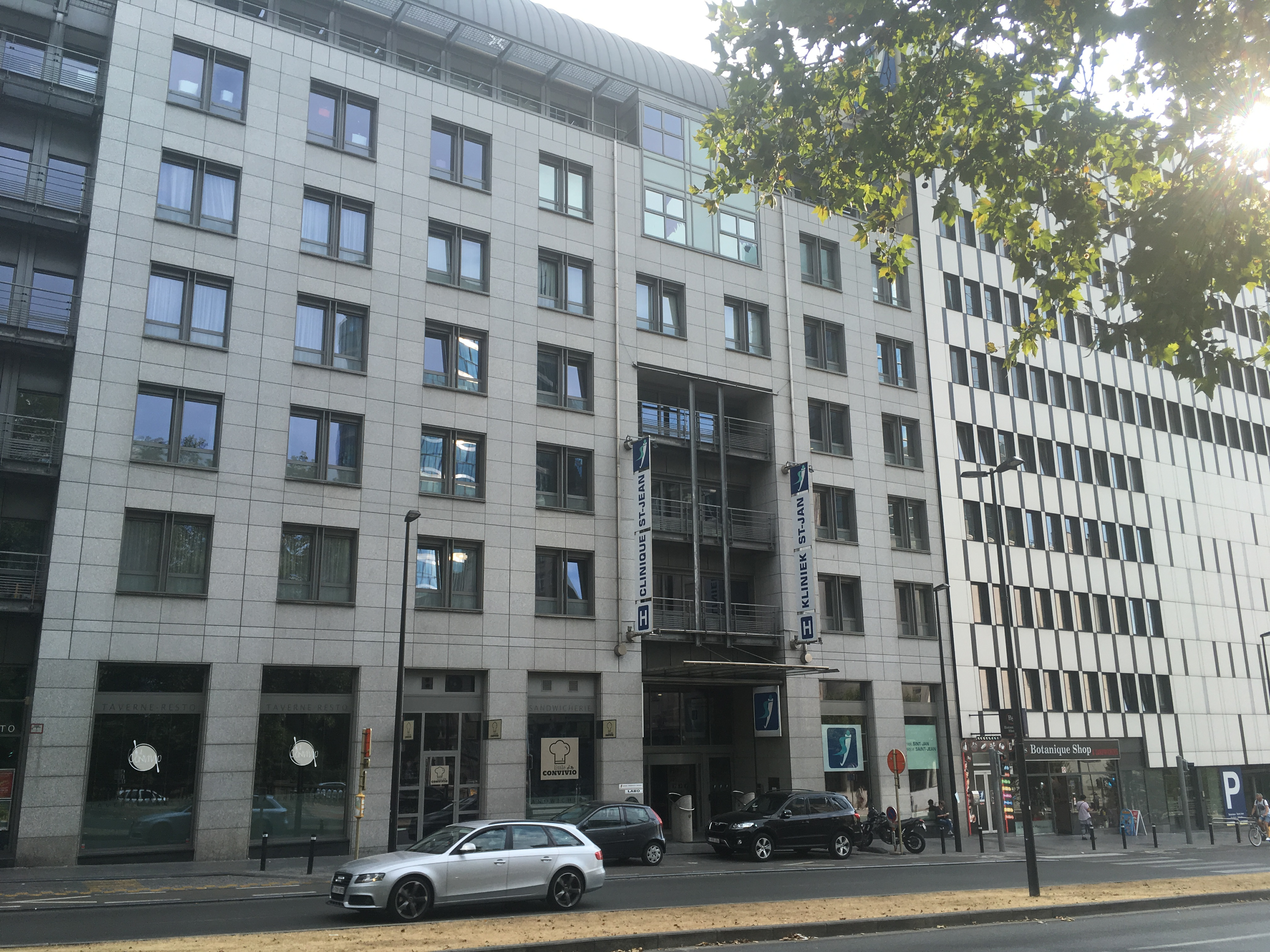
Façade de l'actuelle clinique Saint-Jean, boulevard du Jardin botanique.

En 2008, Saint-Jean reprend la Clinique Saint-Étienne établie entre les rues du Méridien et du Moulin à Saint-Josse-ten-Noode,. Cette implantation reçoit le nouveau nom de site Méridien de la clinique Saint-Jean. Il partage en outre une partie de ses établissements (rue du Moulin) avec la clinique Sanatia (asbl Valisana), qui fait également partie du Groupe hospitalier Saint-Luc - UCLouvain.
En 2014, la clinique Saint-Jean reprend le centre gériatrique Magnolia établi depuis 1974 rue Léopold Ier, à Jette. Cette implantation prend le nom de site Léopold I.
La clinique Saint-Jean devient le premier hôpital belge à poser une prothèse totale de hanche en ambulatoire, en décembre 2015,.
Les nouvelles urgences de la clinique Saint-Jean (dont l'entrée se fait via la rue du Marais), sont inaugurées par les ministres bruxellois Guy Vanhengel et Didier Gosuin en mars 2016.
La même année, la clinique Saint-Jean s'associe avec les cliniques de l'Europe (hôpitaux Sainte-Élisabeth à Uccle et Saint-Michel à Etterbeek) pour un développement clinique et administratif commun.
En 2018, la clinique Saint-Jean s'allie avec les cliniques universitaires Saint-Luc de l'UCLouvain pour la création d'un centre commun de radiothérapie, le plus grand de Bruxelles et le Brabant wallon. Ce service de radiothérapie prévoit le développement commun de services et de la recherche entre le site Botanique de la clinique Saint-Jean et les deux sites de radiothérapie des cliniques Saint-Luc (UCLouvain Bruxelles Woluwe et le service organisé au sein de la clinique Saint-Pierre à Ottignies-Louvain-la-Neuve).
Début 2019, anticipant les réformes prévues par les gouvernements fédéral et régionaux, les cliniques universitaires Saint-Luc, la clinique Saint-Jean et la clinique Saint-Pierre à Ottignies-Louvain-la-Neuve, annoncent la création d'un réseau hospitalier locorégional, sans question de fusion. Seules les cliniques de l'Europe, à Bruxelles, qui font partie du Réseau Santé Louvain et sont liées à la clinique Saint-Jean, n'avaient alors pas encore affiché d'appartenance à un réseau. En décembre 2019, les cliniques de l'Europe rejoignent également le réseau hospitalier. Celui-ci, constitué autour des cliniques Saint-Luc et de l'UCLouvain devient l'un des trois de la Région de Bruxelles-Capitale (qui compte trois hôpitaux universitaires). Il s'agit du seul réseau en Belgique situé sur deux régions. Après s'être appelé temporairement CUSL-CSPO-SJ-EZCE, ce réseau prend dès mars 2021 la dénomination H.uni.

## Accessibilité
| ___ | Ce site est desservi par la station de métro : Rogier. |